# チョン・ジソ
チョン・ジソ（ハングル：정지소、ローマ字：Jeong Ji-so、1999年9月17日 - ）は、韓国の女優。

## 経歴・人物
小学校2年生から中学校2年生までは、フィギュアスケートの選手として活動しており、韓国内の大会で金メダルを獲得したこともあった。
2012年に放送されたMBCのテレビドラマ『メイクイーン』に出演し、女優デビューを果たす。
2019年に公開されたポン・ジュノ監督の映画『パラサイト 半地下の家族』に、裕福なパク家の長女ダヘ役として出演。作品は米アカデミー賞作品賞を含む4部門ならびにカンヌ国際映画祭パルム・ドールを獲得するなど国際的に高い評価を獲得し、出演者の一員として全米映画俳優組合賞キャスト賞を受賞した。
デビュー以来、本名であるヒョン・スンミンで活動していたが、『パラサイト 半地下の家族』に出演以降は、チョン・ジソという芸名を使用している。
特技は、フィギュアスケート、乗馬、歌、ダンス。
貞信女子中学校、貞信女子高校を卒業。

## 出演

### テレビドラマ
- メイクイーン（2012年、MBC） - チャン・イヌァ（少女時代）役
- 愛してたみたい（朝鮮語版）（2012年、MBC） - チェ・ソンジョン（少女時代）役
- 夢みるサムセン（朝鮮語版）（2013年、KBS） - ソク・サムセン（少女時代）役
- 剣と花（2013年、KBS） - チョイ役
- 兄さんと醜いアヒル（2013年、KBS） - ウンス役
- 奇皇后～ふたつの愛 涙の誓い～（2013年 - 2014年、MBC） - キ・ヤン（奇洋）/ 奇皇后 / スンニャン（少女時代）役
- 私の人生の春の日（朝鮮語版）（2014年、MBC） - カン・プルン役
- ジキルとハイドに恋した私～Hyde Jekyll, Me～（2015年、SBS） - チャン・ハナ（少女時代）役
- 華政（2015年、MBC） - ウンソル役
- W-君と僕の世界-（2016年、MBC） - オ・ヨンジュ（少女時代）役
- 謗法〜運命を変える方法〜（朝鮮語版）（2020年、tvN） - 主演：ペク・ソジン役[7][8]
- イミテーション（2021年、KBS） - 主演：イ・マハ役
- ある日、私の家の玄関に滅亡が入ってきた（2021年、tvN） - 少女神役
- 地獄が呼んでいる（2021年、Netflix）
- カーテンコール（2022年、KBS） - ソ・ユンヒ役[9]
- ザ・グローリー 〜輝かしき復讐〜（2022年、Netflix） - ムン・ドンウン（少女時代）役
- あやしい彼女（2024年、KBS2） - 主演：オ・ドゥリ／エミリー役[10]

### 映画
- ドーター（2014年） - サニ（少女時代） 役
- 隻眼の虎（朝鮮語版）（2015年） - ソニ 役
- パラサイト 半地下の家族（2019年） - パク・ダヘ 役
- 謗法：在此矣（2021年） - 主演：ペク・ソジン 役
- 呪呪呪/死者をあやつるもの（2021年） - ソジン 役[11]
- タイヨウのウタ（2025年）

### CM
- 東西食品『オレオ』（2013年） - イ・ソンギュンと共演
- LG Uplus『LG Uplus 5G』（2019年） - マ・ドンソクと共演

## 受賞
- 2019年
  - シアトル映画批評家協会 - 最優秀アンサンブル賞（『パラサイト 半地下の家族』）
- 2020年
  - 第26回全米映画俳優組合賞 - 映画部門 最優秀キャスト賞（『パラサイト 半地下の家族』）